# Ólafur Friðrik Magnússon
Ólafur Friðrik Magnússon (Akureyri, 3 augustus 1952) is een voormalig burgemeester van de IJslandse hoofdstad Reykjavik. Zijn ambtsperiode duurde van 24 januari 2008 tot 21 augustus 2008. De korte duur valt te  verklaren door het feit dat zijn coalitie met de Onafhankelijkheidspartij vroegtijdig viel.